# Morgen ist auch noch ein Tag (2023)
Morgen ist auch noch ein Tag (Originaltitel: C’è ancora domani) ist ein italienischer Spielfilm von Paola Cortellesi aus dem Jahr 2023. Cortellesi führte Regie, schrieb am Drehbuch mit und übernahm die Hauptrolle. Der Film spielt im von den US-Amerikanern besetzten Rom unmittelbar nach dem Zweiten Weltkrieg. Im Zentrum steht das Leben von Delia, Ehefrau und Mutter dreier Kinder, die immer wieder zum Opfer der häuslichen Gewalt ihres Ehemannes Ivano wird. Der in Schwarz-Weiß gedrehte Kinofilm war in Italien erfolgreicher als die im gleichen Jahr erschienenen Blockbuster Barbie und Oppenheimer. 

## Handlung
Delia Santucci und ihr Ehemann Ivano haben drei Kinder und leben in ärmlichen Verhältnissen. Wenn Ivano tagsüber einer Erwerbsarbeit nachgeht, erledigt Delia den Haushalt und bessert durch mehrere Nebentätigkeiten in der Stadt das Haushaltseinkommen auf. Neben der fast erwachsenen Tochter Marcella und den beiden jüngeren Söhnen lebt Ivanos kranker Vater Ottorino in einem Zimmer der Wohnung, den Delia pflegen muss. Sie ist mit Marisa, einer Gemüseverkäuferin, befreundet und steht noch im Kontakt zum Automechaniker Nino, den sie aus der Zeit vor ihrer Heirat kennt. Beide fühlen sich zueinander hingezogen. Nino schlägt Delia vor, sie solle ihren Mann verlassen und mit ihm in den Norden ziehen, was Delia zunächst ablehnt. Wenig später erhält Delia einen Brief, den sie voller Hoffnung in einer Kommode versteckt.
Delias Leben ist gekennzeichnet durch die immer wiederkehrende Gewalt ihres Mannes, der Nichtigkeiten zum Anlass nimmt, seine Frau zu verprügeln. Diese Attacken setzen Delia sehr zu und stören auch das Verhältnis zu Marcella, die nicht verstehen kann, weshalb ihre Mutter Ivano nicht verlässt. Marcella liebt Giulio, den Sohn von Mario Moretti, einem Bar-Besitzer. Giulio möchte, dass sich ihre Eltern kennenlernen. Schon die Aussicht auf eine Verlobung Marcellas versetzt ihre Familie in Hochstimmung. Obwohl das Treffen der Familien in der Wohnung der Santuccis angespannt verläuft, verlobt sich das junge Paar. Wenig später erkennt Delia Anzeichen dafür, dass ihrer geliebten Tochter ebenfalls eine Ehe voller Gewalt bevorstehen könnte. Ein amerikanischer Soldat, der sich Delia verpflichtet fühlt, weil sie die Fotografie seiner Familie gefunden und zurückgegeben hatte, zerstört in Delias Auftrag die Bar der Morettis durch eine Explosion, was zur Auflösung der Verlobung führt.
Delia scheint nun entschlossen zu sein, mit Nino vor ihrem gewalttätigen Ehemann zu fliehen. Am Tag von Ninos Abreise stirbt ihr Schwiegervater Ottorino, was es Delia unmöglich macht, sich von zu Hause zu entfernen. Mit den Worten „Morgen ist auch noch ein Tag“ wird ihr klar, dass sie auch am nächsten Tag noch ihren lange gehegten Plan umsetzen kann: Sie will zur Wahl gehen, für die sie mit dem Brief, der ihr so große Zuversicht schenkte, eingeladen worden war. Zum ersten Mal dürfen Frauen ihre Stimme abgeben. Alle Italiener und Italienerinnen können zwischen Monarchie und Republik als künftiger Staatsform wählen und die verfassunggebende Versammlung bestimmen. Weil ihr Ivano verboten hätte, zur Wahl zu gehen, schleicht sich Delia heimlich dorthin und hofft, wie alle Frauen, auf eine Verbesserung ihrer gesellschaftlichen Stellung. Versehentlich hatte sie jedoch die Wahlbenachrichtigung in der Wohnung zurückgelassen. Ivano findet sie, wirft sie voller Wut weg und folgt seiner Frau. Kurz darauf stößt Marcella auf das Dokument, folgt den beiden und kann es ihrer Mutter heimlich zustecken. Nach dem Urnengang entdeckt der herrschsüchtige Ehemann seine Frau vor dem Wahllokal. Umringt von einer Schar selbstbewusster Frauen, darunter Delia, muss er aber erkennen, dass er nichts ausrichten kann, und geht.

## Hintergrund

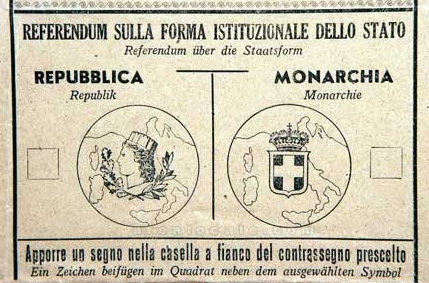
Stimmzettel beim Referendum über die Staatsform

### Geschichte
Bei ihren täglichen Besorgungen in der Stadt geht Delia regelmäßig an einer Mauer entlang, auf der steht: „Abbasso i Savoia, Viva la Repubblica“ („Nieder mit Savoyen, es lebe die Republik“). Damit wird auf das Ende des Films verwiesen: Die Abstimmung, an der Delia unbedingt teilnehmen will, ist das Referendum über die Staatsform in Italien, das am 2. Juni 1946 und am Vormittag des folgenden Tages stattfand, gleichzeitig mit der Wahl der Verfassunggebenden Versammlung. König Vittorio Emanuele III., der durch seine Unterstützung Mussolinis an Ansehen eingebüßt hatte, hatte im Mai abgedankt und die Geschäfte seinem Sohn Umberto II. übertragen. Dieser ging noch im Juni ins portugiesische Exil, nachdem sich die Bevölkerung mehrheitlich für die Errichtung einer Republik ausgesprochen hatte. Delia Santucci kleidet sich am Wahltag besonders feierlich – wie viele andere Frauen auch, die zum ersten Mal wählen dürfen. Sie haben den „Kampf um Gleichberechtigung in Politik und Gesellschaft“ aufgenommen.

### Gegenwart
Der Film greift gesellschaftliche Defizite auf, die noch immer bestehen. Die Neue Zürcher Zeitung weist darauf hin, dass in Italien der männliche Chauvinismus weiterhin verbreitet sei, viele Frauen nicht über ein eigenes Bankkonto verfügten und die Gewalt gegen Frauen ein großes Problem darstelle. Der Erfolg des Filmes beruhe auch auf seiner Nähe zur Gegenwart. Gegenüber der New York Times gab Cortellesi selbst an, sie habe einen zeitgenössischen Film drehen wollen, der in der Vergangenheit spielt, weil viele Dinge gleich geblieben seien, vor allem in der Mentalität der Menschen. Der Film erlangte durch den Femizid an Giulia Cecchettin im November 2023 besondere Aktualität. Anlässlich des Internationalen Tages zur Beseitigung von Gewalt gegen Frauen wurde er am 25. November 2023 im Italienischen Senat gezeigt.

## Besetzung und Synchronisation
Die deutschsprachige Synchronisation übernahmen die EVA Studios Germany in Berlin. Dialogregie führte Beate Klöckner, die auch das Dialogbuch schrieb. Es gibt insgesamt 24 Sprechrollen.
| Rolle                 | Darsteller              | Synchronsprecher     |
| --------------------- | ----------------------- | -------------------- |
| Delia Santucci        | Paola Cortellesi        | Marie Bierstedt      |
| Ivano Santucci        | Valerio Mastandrea      | Martin Kautz         |
| Marcella Santucci     | Romana Maggiora Vergano | Clara Drews          |
| Marisa                | Emanuela Fanelli        | Britta Steffenhagen  |
| Sor Ottorino Santucci | Giorgio Colangeli       | Axel Lutter          |
| Nino                  | Vinicio Marchioni       | Sascha Rotermund     |
| Peppe                 | Gabriele Paolocà        | Leonhard Mahlich     |
| Giulio Moretti        | Francesco Centorame     | Nicolas Rathod       |
| Alvaro                | Raffaele Vannoli        | Hanns Jörg Krumpholz |
| Schwester Franca      | Paola Tiziana Cruciani  | Julia Biedermann     |
| Soldat William        | Yonv Joseph             | Tobias Schmitz       |

## Veröffentlichung
| Staat                  | Veröffentlichungstermin          |
| ---------------------- | -------------------------------- |
| Italien                | 18. Oktober 2023                 |
| Italien                | 26. Oktober 2023                 |
| Schweiz                | 26. Oktober 2023 (Kanton Tessin) |
| Schweiz                | 13. März 2024 (Romandie)         |
| Schweiz                | 4. April 2024 (Deutschschweiz)   |
| Schweden               | 29. Januar 2024                  |
| Schweden               | 1. März 2024                     |
| Marokko                | 8. März 2024                     |
| Marokko                | 13. März 2024                    |
| Frankreich             | 13. März 2024                    |
| Belgien                | 15. März 2024                    |
| Niederlande            | 21. März 2024                    |
| Deutschland            | 4. April 2024                    |
| Österreich             | 4. April 2024                    |
| Argentinien            | 11. April 2024                   |
| Ecuador                | 26. April 2024                   |
| Spanien                | 26. April 2024                   |
| Irland                 | 26. April 2024                   |
| Vereinigtes Königreich | 26. April 2024                   |
| Portugal               | 9. Mai 2024                      |
| Polen                  | 24. Mai 2024                     |
| Australien             | 28. November 2024                |
| Norwegen               | 25. Dezember 2024                |

## Rezeption
In Italien war C’è ancora domani der meistgesehene Kinofilm des Jahres 2023, noch vor Barbie und Oppenheimer. Er gehört in Italien zu den zehn meistgesehenen Kinofilmen überhaupt, von diesen ist er der erste Film einer Regisseurin. Der Erfolg des Filmes liege auch darin, dass er in Italien einen „Nerv getroffen“ hat. Zudem erzähle er Delias Schicksal, das stellvertretend für viele stehe, „nicht aus der mitleidigen Beobachterperspektive, sondern mit Empathie und zugleich mit Respekt“.

„Der inszenatorische Einfallsreichtum ist enorm. Die Wut über die Verhältnisse aber auch. Diesen Verhältnissen setzt der Film Zuversicht in Gestalt von Gemein- und Bürgersinn entgegen und zeichnet rund um Delia das feste Netz einer Nachkriegsgesellschaft, die in einem System aus Geben und Nehmen, teils aber auch in echter Solidarität verbunden ist. Klar wird dabei auch, dass die Klassengrenzen mit deutlichem Strich gezogen sind. Noch unüberwindlicher sind allerdings jene zwischen den Geschlechtern.“

Der Stil erinnert zunächst an die Filme des italienischen Neorealismus, die Cortellesi geprägt haben. Sie zitiert diese historischen Vorbilder, indem sie die ersten Minuten im 4:3-Format filmt. Dann aber ändern sich Bildverhältnis und Perspektive: „Ich wollte sowohl das Format als auch den Diskurs ‚erweitern‘.“ Das „harte, kontrastreiche Digitalschwarzweiß“ des Films erwecke also nur auf den ersten Blick den Anschein, als handele es sich um eine Geschichte aus der Vergangenheit. In Wirklichkeit sei es „ein sehr kontemporärer Film, der sich die Vergangenheit wie eine Camouflage überzieht“.

## Filmmusik
Lele Marchitelli komponierte die Originalmusik zum Film. Sie wird ergänzt durch einige bereits veröffentlichte italienische und internationale Songs. Das Spektrum ist groß und reicht vom Lied Aprite le finestre, mit dem Franca Raimondi auf dem 1. Eurovision Song Contest 1956 für Italien antrat, über den im Jahr 2000 erschienenen Song B.O.B. (Bombs Over Baghdad) von OutKast bis zu The Little Things von Big Gigantic und Angela McCluskey aus dem Jahr 2016.
1. Aprite le finestre (Fiorella Bini)
2. Calvin (The Jon Spencer Blues Explosion)
3. M’innamoro davvero (Fabio Concato)
4. Nessuno (Petra Magoni, Ferruccio Spinetti)
5. Perdoniamoci (Achille Togliani)
6. La sera dei miracoli (Lucio Dalla)
7. B.O.B. (Bombs Over Baghdad) (OutKast)
8. A bocca chiusa (Daniele Silvestri)
9. The little things (Big Gigantic feat. Angela McCluskey)
10. Swinging on the right side (Lorenzo Maffia, Alessandro La Corte)
11. Tu sei il mio grande amor (Lorenzo Maffia, Alessandro La Corte, Enrico Rispoli)

## Auszeichnungen
- 2023: Rom Film Festival, Sonderpreis der Jury, bester Erstlingsfilm, Publikumspreis[20]
- 2024: Göteborg International Film Festival, Dragon Award Best International Film[21]
- 2024: David di Donatello
  - nominiert in 19 Kategorien, unter anderem in den Kategorien bester Film, bestes Regiedebüt und bestes Originaldrehbuch[22]
  - ausgezeichnet in den sechs Kategorien bestes Regiedebüt, bestes Originaldrehbuch, beste Hauptdarstellerin (Paola Cortellesi), beste Nebendarstellerin (Emanuela Fanelli), David Youth Award, David Audience Award[23]
- 2024: Sydney Film Festival, Sydney Filmpreis[24]
- 2024: Internationales Norwegisches Filmfestival: Publikumspreis, Eurimages Audentia-Preis[25]